# Референдум в Литве (октябрь 1996)
Референдум в Литве был проведён 20 октября 1996 года одновременно со первым туром парламентских выборов. Избиратели должны были одобрить три поправки к Конституции Литвы, согласно которым сокращалось число членов Сейма Литвы, выборы должны были проводиться только весной, а государственные расходы на социальные цели устанавливались в размере не менее 50 % бюджета. Также граждане должны были решить надо ли деньги от вырученные от приватизации государственной собственности использовать для выплат компенсаций тем кто в связи с инфляцией потерял свои советские сбережения.
Хотя по всем четырём вопросам проголосовали «За» большинство избирателей, принявших участие в голосовании, из-за низкой явки решения не были приняты.

## Результаты

### Сокращение числа депутатов
| Выбор                                                       | Голоса    | %     |
| ----------------------------------------------------------- | --------- | ----- |
| За                                                          | 879 727   | 33,87 |
| Против                                                      | 238 635   | 9,19  |
| Недействительных голосов                                    | 224 691   | –     |
| Всего/Явка                                                  | 1 353 448 | 52,11 |
| Зарегистрированных избирателей                              | 2 597 530 | 100   |
| Источник: Lietuvos Respublikos vyriausioji rinkimų komisija |           |       |

1. ↑  От числа зарегистрированных избирателей

### Проводить выборы в Сейм весной
| Выбор                                                       | Голоса    | %     |
| ----------------------------------------------------------- | --------- | ----- |
| За                                                          | 860 465   | 33,13 |
| Против                                                      | 252 916   | 9,74  |
| Недействительных голосов                                    | 224 691   | –     |
| Всего/Явка                                                  | 1 353 448 | 52,11 |
| Зарегистрированных избирателей                              | 2 597 530 | 100   |
| Источник: Lietuvos Respublikos vyriausioji rinkimų komisija |           |       |

1. ↑  От числа зарегистрированных избирателей

### Формирование расходов бюджетов
| Выбор                                                       | Голоса    | %     |
| ----------------------------------------------------------- | --------- | ----- |
| За                                                          | 858 670   | 33,06 |
| Против                                                      | 257 303   | 9,91  |
| Недействительных голосов                                    | 224 691   | –     |
| Всего/Явка                                                  | 1 353 448 | 52,11 |
| Зарегистрированных избирателей                              | 2 597 530 | 100   |
| Источник: Lietuvos Respublikos vyriausioji rinkimų komisija |           |       |

1. ↑  От числа зарегистрированных избирателей

### Выплата компенсаций за счёт приватизации
| Выбор                                                       | Голоса    | %     |
| ----------------------------------------------------------- | --------- | ----- |
| За                                                          | 1 012 497 | 38,98 |
| Против                                                      | 260 207   | 10,02 |
| Недействительных голосов                                    | 89 630    | –     |
| Всего/Явка                                                  | 1 353 448 | 52,11 |
| Зарегистрированных избирателей                              | 2 597 530 | 100   |
| Источник: Lietuvos Respublikos vyriausioji rinkimų komisija |           |       |

1. ↑  От числа зарегистрированных избирателей